# 16 Wishes
16 Wishes är en TV-film från 2010 med Debby Ryan i regi av Peter DeLuise. 16 Wishes hade premiär den 25 juni i USA. I Sverige hade sin premiär 12 november (med svensk text) och 13 november (med svensk dubbing) 

## Handling
Abby Jensen (Debby Ryan) har planerat sin 16-årsdag sedan hon var liten. Abby har även en lista där hon skriver ner sina önskningar. När dagen kommer sätter hon den på garderobsdörren. Till sin förvåning får hon av en kvinna vid namn Celeste, sexton födelsedagsljus, varje ljus motsvarar en önskan på listan. Önskningarna infaller, och plötsligt är Abby populär, sportig, elegant och får uppmärksamhet från sina vänner. Dagen blir bara bättre och bättre tills en önskning gör så allt förändras. Abby, som önskar att bli behandlad som en vuxen, blir istället vuxen, och har bara tills midnatt på sig för att få sitt gamla liv tillbaka.

## Skådespelare
- Debby Ryan som Abigail "Abby" Jensen
- Jean-Luc Bilodeau som Jay Kepler
- Cainan Wiebe som Mike Jensen
- Karissa Tynes som Krista Cook
- Anna Mae Routledge som Celeste
- Bridgit Mendler som Raven Webbs
- Patrick Gilmore som Bob Jensen
- Kendall Cross som Sue Jensen